# 중세 라틴어

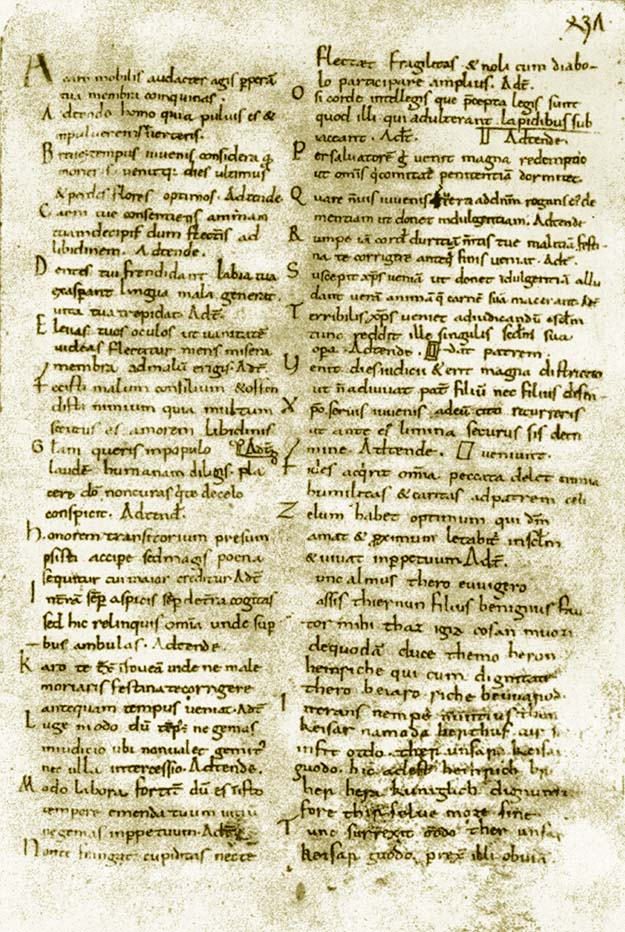

중세 라틴어는 중세시대에 로마가톨릭 서유럽에 사용된 라틴어의 일종이다. 이 종교에서 주된 기록 언어 역할을 하였으나 지역 언어 또한 기록을 위해 어느 정도 사용되었다.

## 중세 라틴어 문학
서로마 제국 멸망 이후 야만족이 침입하고 있는 프랑스에서 로마 문명의 전통을 지킨 것은 베네딕트회(會) 수도원이었다. 부속학교에서는 문법과 수사학의 교재로서 고전작가를 주로 하는 라틴어 작품이 사용되었다. 그러나 수도승의 목적은 성서나 기타 종교서적을 읽는 데 필요한 라틴어 지식과 표현기술의 획득이며 고전을 문학작품으로서 음미하는 것은 아니었다. 또 수도승이 즐겨 쓴 장르는 성자전과 역사작품이었다. ‘카롤링거 르네상스’에 의하여 성직자의 라틴어 지식은 정확하게 되었으나 일반적으로 라틴어는 일상 회화에 상용되지 않게 되었다. 그 이유는 이 문예부흥이 서양 각지에서 모여든 성직자와 궁정인이라는 지적 엘리트에 의하여 이루어졌고, 일반대중과는 인연이 멀었기 때문이다. 문학연구는 변함없이 문학정신보다도 문장기술에 중점을 두었다. 작품도 교과서다운 것이 많고 내용도 반(反)여성적으로 현세 부정적 경향이 강하다. 이와같이 중세 라틴어 문학은 작가가 서양 각지 출신의 성직자이며 민족성과 지방색도 엷었으나 수사학을 주로 하는 문장기술에 의하여 후대 로망스어 문학 기법에 큰 영향을 끼쳤다.